# Silla (Spagna)
Silla è un comune spagnolo di 18 979 abitanti situato nella comunità autonoma Valenciana.
Situata nella parte meridionale della provincia, nella vicinanze della zona acquitrinosa della Albufera de Valencia, Silla gode di un clima mediterraneo. Il nome Silla viene dalla contrazione di "sa illa", in spagnolo "la isla" (l'isola), nome dato dai primi abitanti dei luoghi dato che la comune era situata su di un istmo sull'Albufera.
A occidente del paese di Silla scorre la Acequia Real, sistema di irrigazione che fornisce acqua ai campi della regione, mentre tutta la parte orientale del comune è occupata da campi di riso e dal Parco Naturale della Albufera.
Data la vicinanza con la città di Valencia, la vita e l'economia di Silla gravitano attorno a quella della capitale. Il carattere essenzialmente agricolo che Silla aveva fino agli anni sessanta si è mutato in un'economia industriale; per di più la demografia si è incrementata fortemente dovuto alla presenza di lavoratori che vivono in città pur lavorando a Valencia.